# Culiseta indica
Culiseta indica är en tvåvingeart som först beskrevs av Edwards 1920.  Culiseta indica ingår i släktet Culiseta och familjen stickmyggor. Inga underarter finns listade i Catalogue of Life.